# ريتشارد هنري ميلز
ريتشارد هنري ميلز (بالإنجليزية: Richard Henry Mills) هو قاضي ومحامي أمريكي، ولد في 19 يوليو 1929 في بيردستاون في الولايات المتحدة.